# 社会保険庁長官
社会保険庁長官（しゃかいほけんちょうちょうかん）とは、日本の社会保険庁の長官の官職及び官職に在任していた者のことをいう。

## 歴代の社会保険庁長官
- 「事取」は厚生事務次官による「社会保険庁長官事務取扱」を表す。

| 代   | 氏名       | 前職                           | 前職 | 在任期間                       | 退任後の主要な役職 |
| ---- | ---------- | ------------------------------ | ---- | ------------------------------ | --- |
| 1    | 高田浩運   | 厚生省保険局長                 | ※    | 1962年7月1日 - 1963年12月10日  | 参議院議員 |
| 事取 | 高田浩運   | -                              | ※    | 1963年12月10日 - 1964年1月17日 | 参議院議員 |
| 2    | 大山正     | 厚生省社会局長                 | ※    | 1964年1月17日 - 1965年2月9日   | 社会福祉法人恩賜財団 母子愛育会理事長・会長。 |
| 事取 | 大山正     | -                              | ※    | 1965年2月9日 - 1965年6月2日    | 社会福祉法人恩賜財団 母子愛育会理事長・会長。 |
| 事取 | 牛丸義留   | -                              | ※    | 1965年6月2日 - 1965年6月8日    | 年金福祉事業団理事長 |
| 3    | 山本正淑   | 厚生省年金局長                 | ※    | 1965年6月8日 - 1967年6月6日    | 医療金融公庫総裁 財団法人 厚生年金事業振興団理事長 日本赤十字社社長 |
| 事取 | 山本正淑   | -                              | ※    | 1967年6月6日 - 1967年9月19日   | 医療金融公庫総裁 財団法人 厚生年金事業振興団理事長 日本赤十字社社長 |
| 4    | 熊崎正夫   | 厚生省保険局長                 | ※    | 1967年9月19日 - 1969年8月12日  | （後掲） |
| 5    | 今村讓     | 厚生省社会局長                 |      | 1969年8月12日 - 1970年2月14日  | 財団法人 日本身体障害者スポーツ協会理事 |
| 事取 | 熊崎正夫   | -                              | ※    | 1970年2月14日 - 1970年6月2日   | 公害防止事業団理事長 財団法人 血液製剤調査機構理事長 日本環境衛生センター理事長 全国土木建築国民健康保険組合理事長 財団法人 老人福祉開発センター理事長 |
| 6    | 梅本純正   | 厚生省保険局長                 | ※    | 1970年6月2日 - 1971年1月8日    | 環境事務次官→内閣官房副長官 |
| 7    | 伊部英男   | 厚生省社会局長                 |      | 1971年1月8日 - 1972年6月27日   | 財団法人 年金制度研究開発基金理事長 |
| 8    | 戸澤政方   | 厚生省保険局長                 | ※    | 1972年6月27日 - 1973年7月27日  | 社団法人 全国児童館連合会会長 財団法人 児童健全育成推進財団会長 社団法人 日本重症児福祉協会会長 衆議院議員 社団法人 全国国民健康保険組合協会会長 |
| 9    | 加藤威二   | 厚生省社会局長                 | ※    | 1973年7月27日 - 1974年6月11日  | 環境衛生金融公庫理事長 財団法人 動脈硬化予防研究会理事長 財団法人 年金保養協会理事長 財団法人 いきいき健康増進財団理事長 財団法人社会保険健康事業財団理事長 |
| 10   | 高木玄     | 厚生省社会局長                 | ※    | 1974年6月11日 - 1975年7月8日   | 年金福祉事業団理事長 |
| 11   | 北川力夫   | 厚生省保険局長                 | ※    | 1975年7月8日 - 1976年10月15日  | 医療金融公庫総裁 社団法人 国際厚生事業団理事長 全国土木建築国民健康保険組合理事長 |
| 12   | 翁久次郎   | 厚生省社会局長                 | ※    | 1976年10月15日 - 1977年8月23日 | 内閣官房副長官 厚生年金基金連合会理事長 全国社会福祉協議会会長 |
| 13   | 曽根田郁夫 | 厚生省社会局長                 | ※    | 1977年8月23日 - 1978年12月12日 | 厚生年金基金連合会理事長 参議院議員 |
| 14   | 八木哲夫   | 厚生省社会局長                 | ※    | 1978年12月12日 - 1980年3月4日  | 年金福祉事業団理事長 健康保険組合連合会副会長 厚生年金事業振興団理事長 中央社会保険医療協議会委員 |
| 事取 | 八木哲夫   | -                              | ※    | 1980年3月4日 - 1980年5月27日   | 年金福祉事業団理事長 健康保険組合連合会副会長 厚生年金事業振興団理事長 中央社会保険医療協議会委員 |
| 15   | 石野清治   | 厚生省保険局長                 | ※    | 1980年5月27日 - 1981年8月26日  | 恩賜財団 母子愛育会理事長 1985年、株式会社資生堂取締役専務 財団法人 復光会理事長 社会福祉法人 同愛記念病院財団理事長 財団法人 特攻隊戦没者慰霊平和祈念協会副会長 財団法人 資生堂社会福祉事業財団専務理事 社会福祉法人 同愛記念病院財団会長 |
| 16   | 山下眞臣   | 厚生省社会局長                 | ※    | 1981年8月26日 - 1982年8月27日  | 環境衛生金融公庫理事長 社団法人 全国社会保険協会連合会理事長 財団法人 日本障害者リハビリテーション協会会長 社会福祉法人恩賜財団 済生会理事長・理事 財団法人 社会保険協会会長 財団法人 全国生活衛生業指導センター理事長 社会福祉法人 浴風会会長 |
| 17   | 大和田潔   | 厚生省保険局長                 |      | 1982年8月27日 - 1983年8月26日  | 財団法人 船員保険協会会長 厚生年金基金連合会理事長 財団法人 健康・体力づくり事業財団理事長 厚生省社会保険審査会委員長 全国社会保険労務士会連合会会長 社団法人 日本国民年金協会理事長 |
| 18   | 金田一郎   | 厚生省社会局長                 |      | 1983年8月26日 - 1984年8月28日  | 医療金融公庫理事 社会福祉・医療事業団副理事長 財団法人 長寿社会開発センター理事長 財団法人 厚生年金事業振興団 東京厚生年金会館館長 財団法人 理容師美容師試験研修センター理事長 財団法人 日本障害者リハビリテーション協会会長 社会福祉法人 聴力障害者情報文化センター理事長 財団法人 児童健全育成推進財団会長 財団法人 社会福祉弘済会理事長 社会福祉法人 全国社会福祉協議会副会長 財団夫人 健康・生きがい開発財団理事長 |
| 19   | 持永和見   | 厚生省社会局長                 |      | 1984年8月28日 - 1985年8月27日  | 衆議院議員 |
| 20   | 正木馨     | 厚生省社会局長                 |      | 1985年8月27日 - 1986年6月13日  | 社団法人 全国社会保険協会連合会副理事長 社会保険診療報酬支払基金理事長 医薬品副作用被害救済・研究振興基金理事長 財団法人 社会保険健康事業財団理事長 財団法人復光会 理事長 |
| 21   | 吉原健二   | 厚生省年金局長                 | ※    | 1986年6月13日 - 1988年6月7日   | 厚生年金基金連合会理事長 財団法人 厚生年金事業振興団理事長 財団法人 日本訪問看護振興財団理事長 財団法人 難病医学研究財団理事長 |
| 22   | 下村健     | 厚生省保険局長                 |      | 1988年6月7日 - 1989年6月27日   | 健康保険組合連合会副理事長 医療保険福祉協議会運営部会委員 中央社会保険医療協議会委員 |
| 23   | 小林功典   | 厚生省社会局長                 |      | 1989年6月27日 - 1990年6月29日  | 財団法人 厚生年金事業振興団副理事長 財団法人 長寿社会開発センター理事長 財団法人社会福祉振興・振興試験センター会長 |
| 24   | 北郷勲夫   | 厚生省薬務局長                 |      | 1990年6月29日 - 1992年7月1日   | 社会保険診療報酬支払基金理事長 社団法人 国民健康保険中央会理事長 財団法人 日本食生活協会理事長 財団法人 日本障害者スポーツ協会会長 |
| 25   | 末次彬     | 厚生省社会局長                 |      | 1992年7月1日 - 1994年9月2日    | 財団法人 年金住宅福祉協会理事長 社会保険診療報酬支払基金理事長 財団法人 保険福祉広報協会理事長 社会福祉法人 全国社会福祉協議会副会長 |
| 26   | 横尾和子   | 厚生省老人保健福祉局長         |      | 1994年9月2日 - 1996年7月2日    | 医薬品副作用被害救済・研究振興調査機構理事長 駐アイルランド国特命全権大使 最高裁判所裁判官 |
| 27   | 佐々木典夫 | 厚生省社会・援護局長           |      | 1996年7月2日 - 1998年7月7日    | 医薬員副作用被害救済・研究振興調査機構理事長 財団法人 船員保険会会長 社会福祉法人 友愛十字会理事長 |
| 28   | 高木俊明   | 厚生省保険局長                 |      | 1998年7月7日 - 2001年1月5日    | 国民生活金融公庫副総裁 |
| 29   | 中西明典   | 厚生大臣官房長                 |      | 2001年1月6日 - 2002年8月30日   | 社会保険診療報酬支払基金理事長 |
| 30   | 堤修三     | 厚生労働省老健局長             |      | 2002年8月30日 - 2003年8月29日  | 大阪大学大学院人間科学研究科教授 |
| 31   | 真野章     | 厚生労働省保険局長             |      | 2003年8月29日 - 2004年7月23日  | 財団法人 こども未来財団理事長 |
| 32   | 村瀬清司   | 株式会社損害保険ジャパン副社長 |      | 2004年7月23日 - 2007年8月31日  | 株式会社損害保険ジャパン顧問 |
| 33   | 坂野泰治   | 総務省行政管理局長             |      | 2007年8月31日 - 2009年7月24日  | |
| 34   | 渡邉芳樹   | 厚生労働省年金局長             |      | 2009年7月24日 - 2009年12月31日 | 駐スウェーデン大使 |

※はその後に厚生事務次官を経験した人物。